# František Krampera
František Krampera, křtěný František Karel (2. února 1877 Žižkov – 31. ledna 1955 Opava), byl český operní pěvec, tenorista, herec němého filmu a archivář.

## Život
František Krampera se narodil na Žižkově u Prahy v rodině truhláře Antonína Krampery a jeho ženy Eleonory rodem Beberové z Kralovic. Už v dětství projevoval hudební talent, zpěvu se zprvu učil v Pivodově pěvecké škole, bral rovněž hodiny zpěvu u Konrada Wallersteina a také absolvoval hudební školu Olgy Paršová-Žikešové.
Svojí sólovou dráhu operního pěvce započal v roce 1899 v Lublani a Záhřebu, poté se navrátil do vlasti a nakrátko ze zdravotních důvodů pěveckou dráhu přerušil. Následně působil v letech 1908-1910 v brněnské opeře a mezi tím se koncem října roku 1908 oženil s operní pěvkyní Annou Koroptvičkovou a za rok se jim narodila dcera, později divadelní herečka Kamila Kramperová (1909-1970). Poté odcestovali manželé Kramperovi na roční angažmá v operách do Záhřebu, kde působil (1910/1911) a Lublaně, kde působil (1911/1912). Po návratu do Čech účinkoval v letech 1912-1914 v Praze v divadle na Královských Vinohradech. 
V roce 1913 ztvárnil titulní roli Fausta ve stejnojmenném krátkém němém filmu režiséra Stanislava Hlavsy. 
Jeho druhou manželkou, byla od roku 1919, Bohuslava Chmelařová, se kterou měl dceru, později divadelní a filmovou herečku Miladu Kramperovou provdanou Ebenstreitovou (1920). 
Za dalším angažmá se vrátil zpět do Brna, kde působil v letech 1914-1919. V další etapě jeho života jej osud zavedl do Ostravy kde účinkoval v letech 1919–1921 v tamějším divadle. Po ostravském působení pěvecké dráhy zanechal a v pozdějších letech žil v Opavě, kde v letech 1945–55 byl archivářem Divadla Zdeňka Nejedlého v Opavě a zde také koncem měsíce ledna roku 1955 zemřel.
Operní pěvec František Krampera pohostinsky vystupoval i v Národním divadle v Praze, kde ztvárnil několik postav v operách:
- 1902 opera V studni role Vojtěcha
- 1908 opera Prodaná nevěsta role Jeníka
- 1912 opera Rusalka role Prince
- 1919 opera Carmen role Dona Josého

### Filmografie
- Faust (němý film, 8 minut, 1913, režie Stanislav Hlavsa